# Alizaprida
Alizaprida é um fármaco utilizado pela medicina como estimulante do trânsito gastrointestinal.

## Propriedades
É antagonista da dopamina e age da mesma forma que a metoclopramida. Sua ação antiemética é devido ao esvaziamento precoce do trato gastrointestinal.

## Indicações
A alizaprida é indicada na prevenção do vômito, das náuseas e esofagite por refluxo.

## Nomes comerciais[2]
- Superan®
- Plitican®
- Vergentan®